# 巴靈頓 (紐約州)
巴靈頓（英語：Barrington）是一個位於美國紐約州耶芝縣的鎮。

## 人口
根據2020年美國人口普查的數據，巴靈頓的面積為96.17平方千米，當中陸地面積為92.60平方千米，而水域面積為3.57平方千米。當地共有人口1541人，而人口密度為每平方千米16人。